# Santiago Korovsky
Santiago Korovosky (Buenos Aires, 26 de febrer de 1985) és un actor, director, guionista i docent argentí.
El 2012 va realitzar el documental Salir a escena, pel qual va rebre el Premi a la Millor Pel·lícula, Millor Direcció i Millor Guió en el Festival Internacional de Fusagasugá, (Colòmbia), el Premi al Millor Documental en Potlatch Festival de Documental Universitari (Mèxic), el Primer Premi en el XIV Festival de Cinema i Vídeo Documental (Rosario, 2012), el Primer Premi temàtica “Discapacitat” en el Festival Voces Contra el Silencio (Mèxic), Primer Premi en la categoria Escoles de Realització Audiovisual del Festival Llatinoamericà de Rosario, i el Segon premi en el Concurs Nacional de Documentals, del Ministeri d'Educació de la Nació, l'Argentina.

## Biografia
Té una llicenciatura en Ciències de la Comunicació Social i va seguir la carrera de Disseny d'Imatge i So en la Universitat de Buenos Aires.
És nebot de Ernesto Korovsky, guionista de Son amores, Sos mi vida, entre d'altres. El seu oncle el va fer debutar.
Fins als vint-i-tres anys ha estat jugador de basquet federat al Club Náutico Hacoaj. Als Premis Cóndor de Plata 2023 va guanyar el premi al millor director i al millor guió original en sèries per División Palermo

## Filmografia
| Any  | Filmografia                |                          | Director                            | Notes              |
| ---- | -------------------------- | ------------------------ | ----------------------------------- | ------------------ |
| 2012 | Salir a escena             | Director Productor       | Santiago Korovsky                   | Documental         |
| 2013 | El año pasado en Mardelplá | Director Actor           | Santiago Korovsky Celeste Contratti | Curtmetratge       |
| 2017 | Pasión oriental            | Director Guionista Actor | Santiago Korovsky                   | Curtmetratge       |
| 2018 | Mi obra maestra            | Actor                    | Gastón Duprat                       | Pel·lícula         |
| 2018 | All Inclusive              | Actor                    | Pablo Levy Diego Levy               | Pel·lícula         |
| 2019 | Barrilete cósmico          | Actor                    |                                     | Sèrie web          |
| 2020 | Casi feliz                 | Actor                    |                                     | Sèrie web          |
| 2021 | El reino                   | Actor                    |                                     | Sèrie de televisió |
| 2023 | División Palermo           | Actor Director Productor | Santiago Korovsky                   | Serie web          |